# Шюкрю Наили Гьокберк
Шюкрю Наили Гьокберк (на турски: Şükrü Naili Gökberk) е офицер от османската и турската армия, генерал.

## Биография
Шукрю Наили Гьокберк е роден през 1876 година в Солун, Османска империя. Завършва Османската военна академия и постъпва на служба в армията през 1899 година. Участва в Итало-турската война (1911), Балканските войни (1912 - 1913), Първата световна война (1914 - 1918) и Турската война за независимост (1919 – 1923). След това е два пъти депутат в турския парламент.